# Samuel Lowe
Pour les articles homonymes, voir Lowe.
Samuel "Sam" Lowe (né le 20 janvier 1994 à Derby, en Angleterre) est un coureur cycliste britannique.

## Palmarès sur route
- 2015
  - 2e du championnat de Grande-Bretagne sur route espoirs

### Classements mondiaux
| Année           | 2016   | 2017   |
| --------------- | ------ | ------ |
| UCI Europe Tour | 1 528e | 1 654e |

## Palmarès sur piste

### Championnats d'Europe
- Anadia 2011
  -  Champion d'Europe de poursuite par équipes juniors (avec Jonathan Dibben, Owain Doull et Joshua Papworth)
  -  Médaillé de bronze du scratch juniors
- Anadia 2012
  -  Médaillé d'argent de la poursuite par équipes juniors

### Championnats nationaux
- 2011
  - 3e du championnat de Grande-Bretagne de l'américaine juniors
- 2012
  -  Champion de Grande-Bretagne de l'américaine juniors (avec Jonathan Dibben)
  - 2e du championnat de Grande-Bretagne de course aux points juniors